# Exènet
Exènet (en grec antic: Ἐξαίνετος, llatí: Exaenetus) fou un esportista grec nascut a Acragant que va guanyar diverses victòries a les carreres a peu a Olímpia el 416 aC i 412 aC (olimpíades 91 i 92). Al retorn d'Olímpia, fou rebut a la seva ciutat com un heroi i escortat per 300 carros amb dos cavalls cadascun (Diodor de Sicília. Bibliotheca historica, 13.34, 82-Z1; Claudi Elià. Varia historia, 2.8.).